# Hladna vojna
Hladna vojna je oznaka za napeto politično stanje med Združenimi državami Amerike in Sovjetsko zvezo z zavezniki obeh držav, Vzhodnim in Zahodnim blokom, ki se je začelo po koncu druge svetovne vojne. Zgodovinarji se ne strinjajo v celoti glede začetne in končne točke hladne vojne, vendar se običajno smatra, da obdobje traja od uveljavitve Trumanove doktrine (12. marec 1947) do razpada Sovjetske zveze (26. december 1991). Termin hladna vojna se uporablja, ker ni prišlo do obsežnega neposrednega spopada med velesilama, temveč je vsaka podpirala svojo stran v večjih regionalnih vojnah, t.i. posredniških vojnah. Vojna je temeljila na ideološkem in geopolitičnem boju za globalni vpliv obeh velesil, ki je sledil njunemu začasnemu zavezništvu in zmagi nad nacistično Nemčijo leta 1945. Poleg razvoja zaloge jedrskega orožja in namestitev nejedrske vojske, se je boj za prevlado izražal na posredne načine, kot so psihološko bojevanje, propagandne kampanje, vohunstvo, ostri embargi, rivalstvo na športnih dogodkih in tehnološka tekmovanja, kot je vesoljska tekma. V okviru slednje je človek prvič poletel v vesolje (Sovjetska zveza in nekaj tednov kasneje še ZDA) ter stopil na Luno (ZDA). Po nekaterih trditvah se je hladna vojna končala že v sedemdesetih letih 20. stoletja, ko so se umirile nekatere večje napetosti med Vzhodnim in Zahodnim blokom.

## Vzroki in značilnosti
Iz druge svetovne vojne sta Sovjetska zveza in Združene države Amerike izšli kot edini svetovni velesili. Državi sta se ideološko bistveno razlikovali, saj se je Sovjetska zveza usmerila v enostrankarski komunizem in socializem, v Združenih državah pa sta se razvila tržno gospodarstvo (kapitalizem) in načelna demokracija. Velesili sta nato vzpostavili interesna območja – zvezo NATO in Varšavski pakt. Razlike in navzkrižni interesi so vodili v konflikt, ki pa ni prerasel v neposreden spopad zaradi obojestranskega strahu pred totalno ali celo jedrsko vojno, za katero so se oboji zavedali, da bi gotovo pomenila vzajemno uničenje.
Namesto tega sta se oba nasprotujoča bloka bojevala preko posrednikov; sodelovala sta v vojnah tretjega sveta, a neposredno se nista spopadli. Najbližje tretji svetovni vojni je bil svet med Kubansko raketno krizo.

## Začetna faza
Odnosi med zahodnimi zavezniki (tj. ZDA, Francijo in Veliko Britanijo) in Sovjetsko zvezo so se začeli krhati kmalu po koncu druge svetovne vojne. Nasprotja med ZDA in Sovjetsko zvezo so obstajala že prej, predvsem iz ideoloških razlik. 
Zaradi zasedbe vzhodnoevropskih držav s strani Sovjetske zveze in uveljavljanja komunizma v teh državah je Winston Churchill leta 1946 izjavil, da se je nad Evropo spustila železna zavesa. Istega leta je sovjetski voditelj Josif Stalin izjavil, da je do druge svetovne vojne prišlo zaradi kapitalističnega imperializma in da lahko iz istega razloga spet pride do takega konflikta.
Kot protiutež Vzhodnemu bloku so ZDA začele v Evropi finančno in vojaško pomagati državam zahodne Evrope. Iz istega razloga so v Grški državljanski vojni pomagale protikomunističnim enotam, kmalu zatem pa so bile pobudnica za ustanovitev Severnoatlantske vojaške zveze NATO. Prva večja kriza v hladni vojni je izbruhnila s Sovjetsko blokado Berlina v letih 1948 in 1949. Kmalu zatem je izbruhnila korejska vojna, v katero so se neposredno vpletle zahodne zaveznice, komunistične vzhodne države pa so v vojni sodelovale manj očitno. S prvim testiranjem jedrske bombe v Sovjetski zvezi je hladna vojna dobila še bolj zastrašujoč pomen. 

## Po Stalinovi smrti
Po Stalinovi smrti je na oblast prišel Nikita Hruščov in začel s t. i. destalinizacijo, kar je prineslo nekaj otoplitev odnosov med Vzhodom in Zahodom. Vendar je kmalu spet prišlo do konfliktov. Pod okriljem Sovjetske zveze je leta 1955 kot protiutež zvezi NATO nastal Varšavski pakt, Sovjetska zveza pa je po revoluciji leta 1956 zasedla Madžarsko. Sledila je postavitev berlinskega zidu (1961) ter kubanska raketna kriza (1962). Po kubanski raketni krizi je spet prišlo do dialoga med Hruščovom in ameriškim predsednikom Kennedyjem in vzpostavljena je bila direktna linija med Moskvo in Washingtonom (t. i. rdeči telefon).
Konec 60. let 20. stoletja je prišlo do poskusov liberalizacije na Češkoslovaškem (t. i. praška pomlad), ki jih je sovjetska vojska krvavo zatrla. V istem obdobju je prišlo do gospodarske stagnacije Sovjetske zveze, oboroževalne tekme med ZDA in Sovjetsko zvezo, Vesoljske tekme, začetka konfliktov na Bližnjem vzhodu in vietnamske vojne.

## Sedemdeseta leta
Po letu 1970 sta bili obe velesili, tako ZDA, kot Sovjetska zveza, gospodarsko oslabljeni. ZDA so se soočale z gospodarskimi in političnimi posledicami vojne v Vietnamu, Sovjetska zveza pa je začela slabeti zaradi oboroževalne tekme. Napetosti med državama so se začele umirjati, zato je prišlo do podpisa več sporazumov, kot so npr. sporazumi o omejevanju jedrskega orožja (SALT I in SALT II). V Evropi se je pojavilo pospešeno trgovanje med Vzhodom in Zahodom, kar je otoplilo tudi odnose med Vzhodno in Zahodno Evropo.
Vendar sta obe strani kljub izboljšanju odnosov še vedno sodelovali v različnih vojnah in konfliktih v Južni Ameriki, Aziji in na Bližnjem vzhodu, kjer je vsak blok podpiral svojo stran. Ravno zato popolnega zaupanja ni bilo in obe velesili sta še vedno precej vlagali v vohunske dejavnosti in oborožene sile.
Konec tega obdobja sta leta 1979 zaznamovali revolucija v Iranu in sovjetska invazija v Afganistan. V 80. letih 20. stoletja so se v nekaterih vzhodnoevropskih državah pojavila gibanja za neodvisnost (najbolj znan je poljski sindikat Solidarność). V istem času so se v Sovjetski zvezi pojavili problemi z vojno v Afganistanu in nesrečo v Černobilu. Na oblast je prišel Mihail Gorbačov, ki je uvedel perestrojko (tj. preobrazba sovjetskega gospodarstva) in glasnost, kar je v nekaj letih privedlo do padca komunističnih vlad v državah Vzhodnega bloka. Konec 80. let so se osamosvojile pribaltske države Latvija, Litva in Estonija. 

## Razpad Sovjetske zveze in konec vojne
Nekateri sovjetski politiki pa so menili, da je potrebno reforme zaustaviti, zato je leta 1991 na pobudo nekaterih generalov prišlo do poskusa prevrata, ki ga je s pomočjo vojske zatrl ruski predsednik Boris Jelcin. Čeprav se je Gorbačov vrnil na oblast, ni imel več pravega vpliva. Kmalu zatem je iz Sovjetske zveze izstopila Ukrajina in 31. decembra 1991 je Sovjetska zveza uradno razpadla.